# 微斜長石
微斜長石（びしゃちょうせき、microcline、マイクロクリン）は、鉱物（ケイ酸塩鉱物）の一種。長石グループの鉱物で、三斜晶系のカリ長石。
化学組成は KAlSi3O8。同じ組成で単斜晶系のものは正長石だが、肉眼で両者の区別はできない。高温で形成された場合には、Na をやや多く含むサニディン（玻璃長石）になる。
火成岩や変成岩に含まれる造岩鉱物。

## 天河石
青緑色の微斜長石を天河石（amazonite、アマゾナイト）といい、微量の鉛によって色付いている。北アメリカ・ブラジルで産出。古代エジプトで宝石として利用されていた。緑青色の強いものは翡翠に類似し、空青色の強いものはトルコ石の色に類似している。

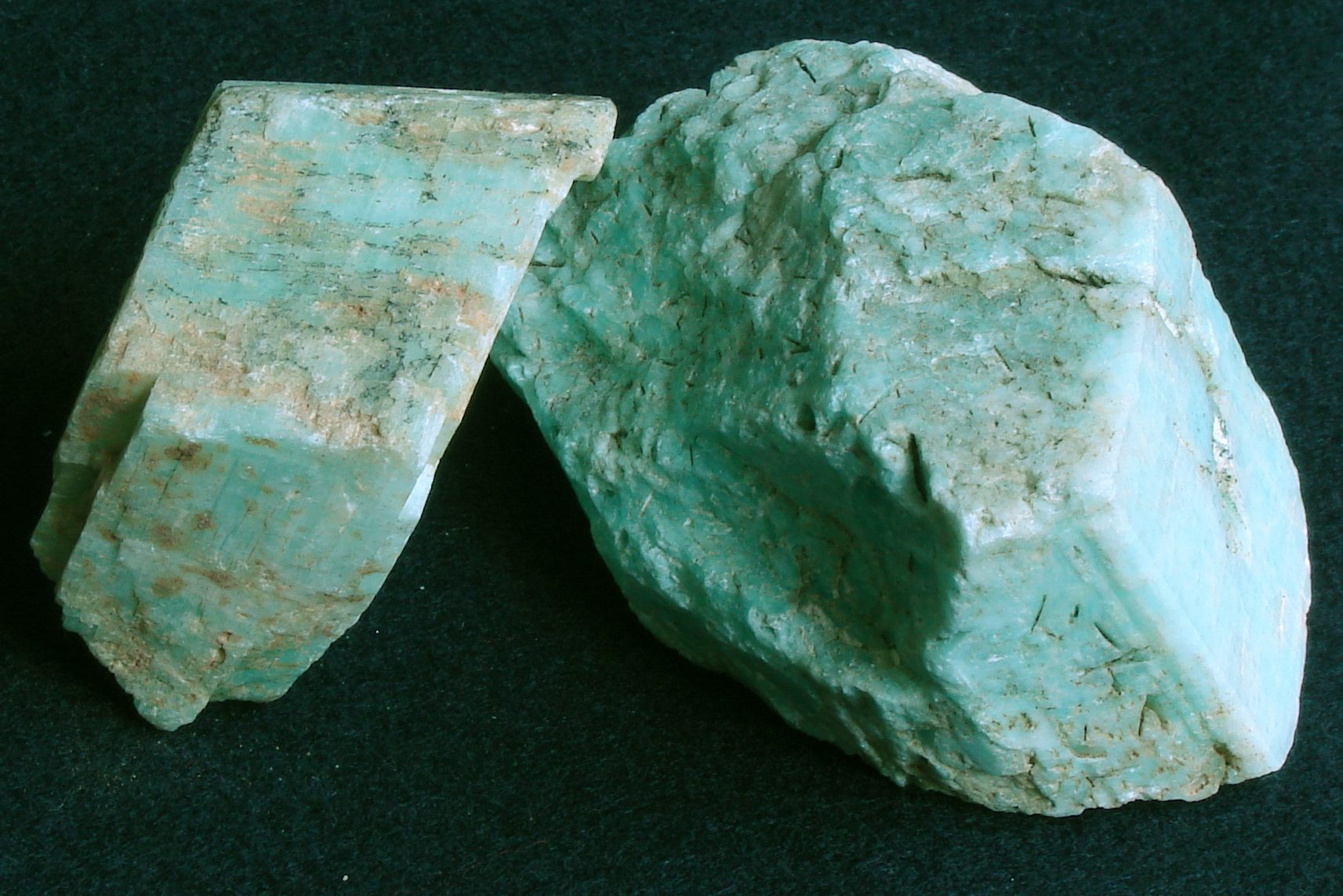
天河石（アマゾナイト）